# シャドウハンターズ

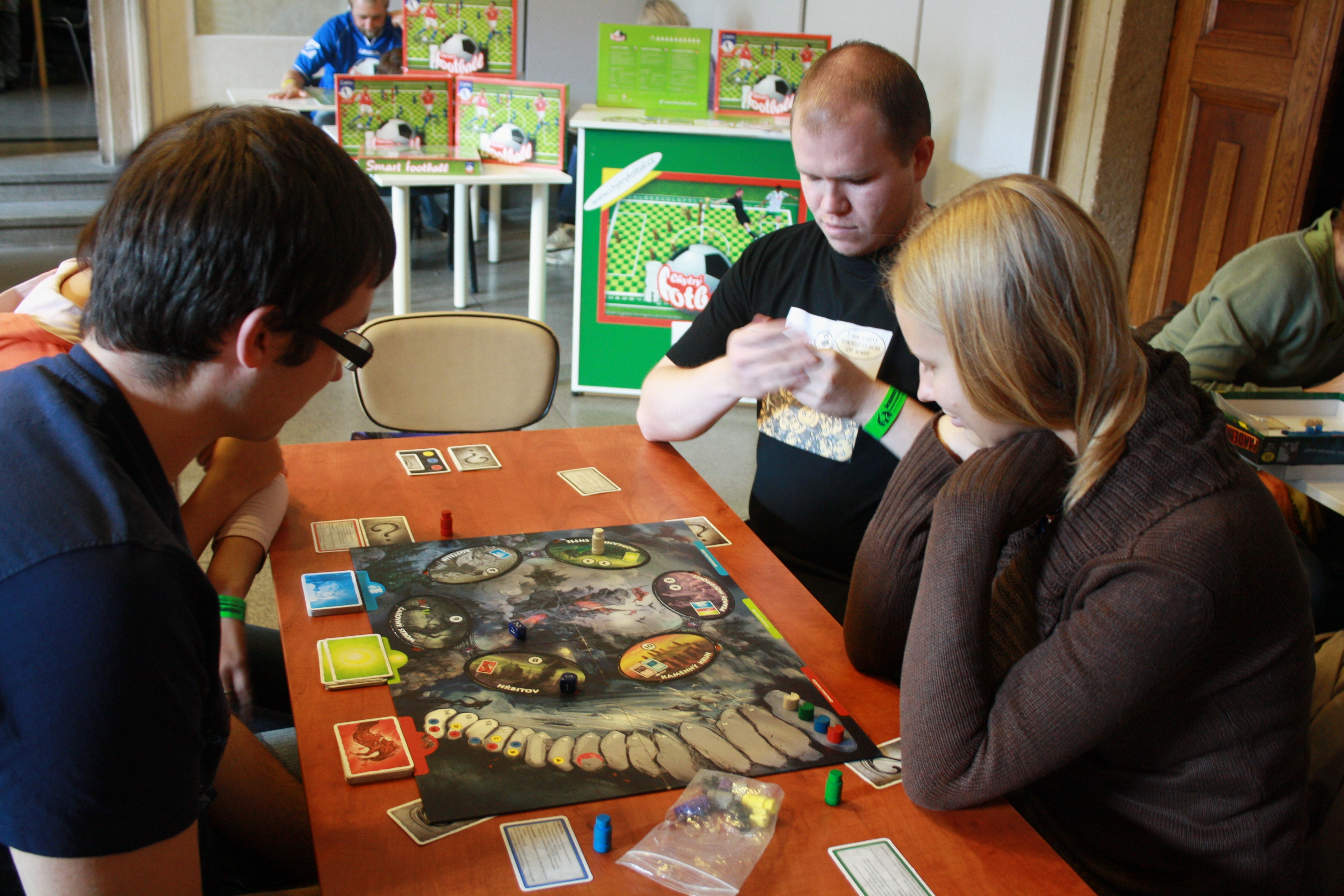
シャドウハンターズ

シャドウハンターズ(Shadow Hunters)は、日本のボードゲーム。2005年発売。発売元はゲームリパブリック。デザイナーは池田康隆。「シャドハン」の通称がある。

## 概要
「悪魔の巣食う森」と呼ばれる魔界が舞台となっている。プレイヤーは「シャドウ」、「ハンター」、「ニュートラル」のいずれかになり、それぞれが勝利を目指すこととなる。
シャドウはハンターの全滅かニュートラルの3人死亡、ハンターはシャドウの全滅と勝利条件が共通しているが、ニュートラルはそれぞれ目的が別なため、勝利条件もばらばらとなっている。
自分が何になるかは配られたキャラクターカードで決定することとなる。プレイヤーの正体が何なのか他の人に判明すると、敵対陣営からは勝利を妨害されるようになるため、序盤は正体を伏せて行動することとなるが、正体を明かすことで使用できる特殊能力やカードの効果もあるため、どのタイミングで正体を明かすかの駆け引きも重要となる。

## ゲームルール
ゲームボード上にエリアカードと自分の駒を置いてゲームが開始される。駒はキャラクターの現在位置を示すのとHPを示すのと2つ存在する。エリアカードはランダムで配置されるため、プレイするたびに状況は変化する。プレイヤーは自分のターンになると6面ダイスと4面ダイスの2つのダイスを振る。その合計のエリアに移動し、そのエリアに書かれていることに従って行動し、次に自分の特殊能力を使うか、同じレンジにいる他人に攻撃するかを選んで行動を終了する。なお、自分の正体を明かすのはいつでも可能である。以上を繰り返していき、誰か1人でも勝利条件を満たせばその時点でゲームは終了となる。

### エリアカード
ゲームの舞台である悪魔の巣食う森の場所を表すカードである。6種類あり、それぞれに特殊な効果が存在する。
いにしえの祭壇
他のプレイヤーから装備を強奪できる。
希望と絶望の森
誰か1人のプレイヤーに対しダメージを与えたり回復したりすることができる。自分を対象にできるし、効果を発動しなくてもいい。
共同墓地
黒のカードを引くことができる。
教会
白のカードを引くことができる。
老婆の庵
おババカードを引くことができる。
時空の境界
黒のカード、白のカード、おババカードのいずれかを引くことができる。

### 白のカード、黒のカード、おババカード
特定のエリアに止まったときに引くことができるカードである。装備することができるものと、使い捨てのものがある（おババカードはすべて使い捨て）。
白のカード
防御系の効果であることが多い。ハンターに対して有利に働くカードもある。
黒のカード
攻撃系の効果であることが多い。シャドウに対して有利に働くカードもある。
おババカード
相手の正体を探るためのカード。誰か1人に他の人には見えないようにカードを渡し、渡された人は「未知なるもの」でなければそれに書かれている通りに行動しなければならない。

## キャラクター
シャドウ3人、ハンター3人、ニュートラル4人の計10人のキャラクターがいる。

### シャドウ
森に住み着く魔物である。自分たちを退治しに来たハンターを倒すことが目的となる。
未知なる者
HP：11
特殊能力：なし - ただし、おババカードに嘘をつくことができる。
ヴァンパイア
HP：13
特殊能力：吸血 - 攻撃成功時にHPを2回復する。
狼男
HP：14
特殊能力：反撃 - 攻撃された直後に反撃できる。

### ハンター
森に住み着いたシャドウを退治するために森に来た者。シャドウを全滅させることが目的となる。
映魅（えみ）
HP：10
特殊能力：テレポート - 移動時、ダイスの出目のエリアの代わりに現在地の隣のエリアに移動できる。
フランクリン
HP：12
特殊能力：雷撃 - 1人に対し6面ダイスの出目によるダメージを与える。1ゲームに1回のみ使用可能。
ゲオルグ
HP：14
特殊能力：破砕 - 1人に対し4面ダイスの出目によるダメージを与える。1ゲームに1回のみ使用可能。

### ニュートラル
森に迷い込んだ者。それぞれが別の目的を持っている。
アリー
HP：8
特殊能力：母の愛情 - HPを全回復する。1ゲームに1回のみ使用可能。
勝利条件：ゲーム終了時に生存。
ボブ
HP：10
特殊能力：強奪 - 攻撃で2ダメージ以上与えた場合、ダメージの代わりに相手の装備を1つ奪う。
勝利条件：装備を5つ以上持つ。
チャールズ
HP：11
特殊能力：血の饗宴 - 攻撃後、自分のHPを2減らして追加の攻撃ができる。
勝利条件：攻撃で死亡させたときに死亡したプレイヤーの合計が3人以上となる。
ダニエル
HP：13
特殊能力：絶叫 - 自分以外のプレイヤーが最初に死亡した場合、即座に正体を公開しなければならない。
勝利条件：最初に死亡するor自分が生存してシャドウを全滅させる。

## 追加キャラクターセット
別売りで新たに10人のキャラクターを追加した追加キャラクターセットも発売されていた。頭文字が同じキャラクターはHPも同じだが、勝利条件（ニュートラルのみ）や特殊能力が変更されている。また、ボブの特殊能力や勝利条件も変化している。

## その他
- 海外ではZ-Man GamesやKosmosから販売されていた。日本国内では原版は廃盤となり、ゲームリパブリックがボードゲーム事業から撤退したこともあって、入手困難となっている。版権はデザイナーの池田康隆ら数人が所持している。
- 2018年に、グループSNEにより、シャドウハンターズの正規リメイク版として「シャドウレイダーズ」(Shadow Raiders)が発売された。シャドウに対する勢力がレイダーになっていることや、街を中心とした舞台設定、一部のキャラクターの差し替えなどといった原版からの変更が加えられているが、ゲーム内容については原版を踏襲している。こちらも後に20人のキャラクターおよび一部カードを増やした拡張セット「女王陛下の飛行船」が発売された。